# Platypalpus annulipes
Platypalpus annulipes är en tvåvingeart som först beskrevs av Johann Wilhelm Meigen 1822.  Platypalpus annulipes ingår i släktet Platypalpus och familjen puckeldansflugor. Arten är reproducerande i Sverige. Inga underarter finns listade i Catalogue of Life.